# آنلی، استرالیای جنوبی
آنلی (به انگلیسی: Unley) یک حومه شهر در استرالیا است که در استرالیای جنوبی واقع شده‌است.